# Giocatojo
Giocatojo är en kommun i departementet Haute-Corse på ön Korsika i Frankrike. Kommunen ligger i kantonen Fiumalto-d'Ampugnani som tillhör arrondissementet Corte. År 2022 hade Giocatojo 50 invånare.

## Befolkningsutveckling
Antalet invånare i kommunen Giocatojo
Referens:INSEE